# Liste des édifices labellisés « Patrimoine du XXe siècle » de Maine-et-Loire
Cet article recense les édifices protégés au titre du Patrimoine du XXe siècle du département de Maine-et-Loire, en France.

## Liste
| Monument                                                                  | Commune                       | Adresse                                                        | Coordonnées                        | Notice         | Protection                                 | Date | Illustration                                                             |
| ------------------------------------------------------------------------- | ----------------------------- | -------------------------------------------------------------- | ---------------------------------- | -------------- | ------------------------------------------ | ---- | ------------------------------------------------------------------------ |
| Bâtiment de la Compagnie française d'aviation École supérieure d'aviation | Angers                        | avenue René Gasnier                                            | 47° 29′ 33″ nord, 0° 34′ 36″ ouest | « PA49000042 » | Inscrit MH (2004)                          | 2004 | Bâtiment de la Compagnie française d'aviationÉcole supérieure d'aviation |
| Ensemble collectif de 39 immeubles                                        | Angers                        | 2-60 avenue Notre Dame du Lac                                  | 47° 28′ 40″ nord, 0° 34′ 59″ ouest |                |                                            | 2003 | Image manquante Téléverser                                               |
| Résidence Kalouguine                                                      | Angers                        | Rue de la Gagnerie Rue de l'Hôtellerie Rue du Petit-Chaumineau | 47° 29′ 12″ nord, 0° 31′ 06″ ouest |                |                                            | 2012 | Image manquante Téléverser                                               |
| Galeries Lafayette                                                        | Angers                        | 12-14 place du Ralliement 6 rue d'Alsace                       | 47° 28′ 15″ nord, 0° 33′ 05″ ouest | « IA49001113 » |                                            | 2012 | Galeries Lafayette                                                       |
| Maison bleue                                                              | Angers                        | 25 rue d'Alsace 10 boulevard Maréchal-Foch                     | 47° 28′ 11″ nord, 0° 32′ 58″ ouest | « PA49000016 » | Inscrit MH (1998)                          | 1998 | Maison bleue                                                             |
| Maison Clairière                                                          | Angers                        | 19 boulevard du Roi-René                                       | 47° 28′ 06″ nord, 0° 33′ 26″ ouest | « PA49000043 » | Inscrit MH (2004)                          | 2004 | Image manquante Téléverser                                               |
| Médiathèque Toussaint                                                     | Angers                        | 37, 47-49 rue Toussaint                                        | 47° 28′ 08″ nord, 0° 33′ 24″ ouest |                |                                            | 2010 | Médiathèque Toussaint                                                    |
| Maison Musset                                                             | Beaupréau-en-Mauges           | 24 rue du Moulin Foulon                                        | 47° 11′ 58″ nord, 0° 58′ 32″ ouest |                |                                            | 2013 | Image manquante Téléverser                                               |
| Église du Sacré-Cœur                                                      | Cholet                        | 14 rue Marc-Sangnier                                           | 47° 04′ 00″ nord, 0° 53′ 14″ ouest | « PA00109417 » | Classé MH (1991)                           | 1991 | Église du Sacré-Cœur                                                     |
| Église Notre-Dame d'Ingrandes                                             | Ingrandes-Le Fresne sur Loire | Ingrandes                                                      | 47° 23′ 57″ nord, 0° 53′ 40″ ouest |                |                                            | 2009 | Image manquante Téléverser                                               |
| Camp de concentration                                                     | Montreuil-Bellay              |                                                                | 47° 06′ 54″ nord, 0° 07′ 27″ ouest | « PA49000079 » | Inscrit MH (2010) · Classé MH (2012, 2013) | 2010 | Camp de concentration                                                    |
| Carreau de mine de Bois III                                               | Segré-en-Anjou Bleu           | Nyoiseau                                                       | 47° 42′ 17″ nord, 0° 55′ 53″ ouest |                |                                            | 2009 | Carreau de mine de Bois III                                              |
| Ardoisières                                                               | La Pouëze                     |                                                                | 47° 33′ 31″ nord, 0° 48′ 08″ ouest | « PA49000024 » | Inscrit MH (1999)                          | 1999 | Ardoisières                                                              |
| Blockhaus du château de Pignerolle                                        | Saint-Barthélemy-d’Anjou      |                                                                | 47° 28′ 16″ nord, 0° 28′ 23″ ouest |                |                                            | 2009 | Image manquante Téléverser                                               |
| École des Violettes                                                       | Saumur                        | 260 rue Fricotelle                                             | 47° 14′ 45″ nord, 0° 04′ 22″ ouest |                |                                            | 2012 | Image manquante Téléverser                                               |

### Sources
- [PDF] « Édifices ou ensembles labellisés « Patrimoine du XXe siècle » entre 2000 et 2015 », sur culturecommunication.gouv.fr, 24 février 2017